# Ernst Zimmerli
Ernst Zimmerli (* 21. Juli 1908 in Schiers, Kanton Graubünden; † 17. März 1975, heimatberechtigt in Oftringen) war ein Schweizer Lehrer.

## Leben
Ernst Zimmerli war ein Sohn Jakob Zimmerli, Pfarrer und Direktor der evangelischen Lehranstalt in Schiers. Sein Halbbruder war Walther Zimmerli.
Zimmerli besuchte das Gymnasium in Schiers, anschliessend studierte er an den Universitäten Zürich und Basel. Von 1946 bis 1973 unterrichtete er als Reallehrer in Liestal die Fächer Deutsch, Englisch und Geschichte. Zudem war er von 1962 bis 1972 Leiter der Literarischen Schriftenreihe Baselland und Mitarbeiter beim Baselbieter Heimatbuch. Von 1956 bis 1971 war er Vorsitzender der Gemeinnützigen Gesellschaft Baselland. Zimmerli war mit der aus Waldenburg stammenden Esther, geborene Senn, verheiratet.